# Наусори (аэропорт)
Международный аэропорт Наусори, также известный как Аэропорт Лувулуву (англ. Nausori International Airport, (ИАТА: SUV, ИКАО: NFNA)) — второй по величине коммерческий аэропорт Фиджи, расположенный в городе Наусори, на юго-восточной стороне крупнейшего острова страны Вити-Леву. Аэропорт находится в 23 километрах (примерно в тридцати минутах езды) от столицы Фиджи города Сува.
Генеральный план развития аэропорта рассчитан на двадцать лет и включает в себя полную модернизацию и реконструкцию аэропортового комплекса, а также возведение самых современных зданий для пассажирских терминалов международных и внутренних авиалиний.